# Sân bay quốc tế Ushuaia – Malvinas Argentinas
Sân bay quốc tế Ushuaia – Malvinas Argentinas (tiếng Tây Ban Nha: Aeropuerto Internacional de Ushuaia) (IATA: USH, ICAO: SAWH) là một sân bay nằm 4 km (2,5 dặm) về phía nam của các trung tâm của Ushuaia, một thành phố trên đảo Tierra del Fuego trong tỉnh tỉnh Tierra del Fuego của Argentina.. sân bay chính thức tuyên bố chủ quyền Argentina như sân bay cho các tranh chấp quần đảo Falkland.
Sân bay quốc tế nhỏ này được khai trương vào năm 1995, thay thế một trong những lâu đời hơn. Sân bay này có được sử dụng bởi các hãng hàng không khác nhau rõ rệt ở giai đoạn khác nhau. Đây là sân bay quốc tế cực nam của thế giới và thường được sử dụng bởi các hành khách như một cửa ngõ du lịch tàu đến Nam Cực.
Sân bay Malvinas Argentinas được xây dựng bằng kính chiếu phản lại ánh nắng mặt trời, bên trong được nâng đỡ bằng những khung gỗ.
Sân bay quốc tế Ushuaia có thể tiếp nhận máy bay lớn như Boeing 747.
Tên của sân bay phản ánh của Argentina tuyên bố chủ quyền đối với quần đảo Falkland (Islas Malvinas bằng tiếng Tây Ban Nha), và có thể được dịch là "Sân bay quốc tế Ushuaia - Argentina Falklands".

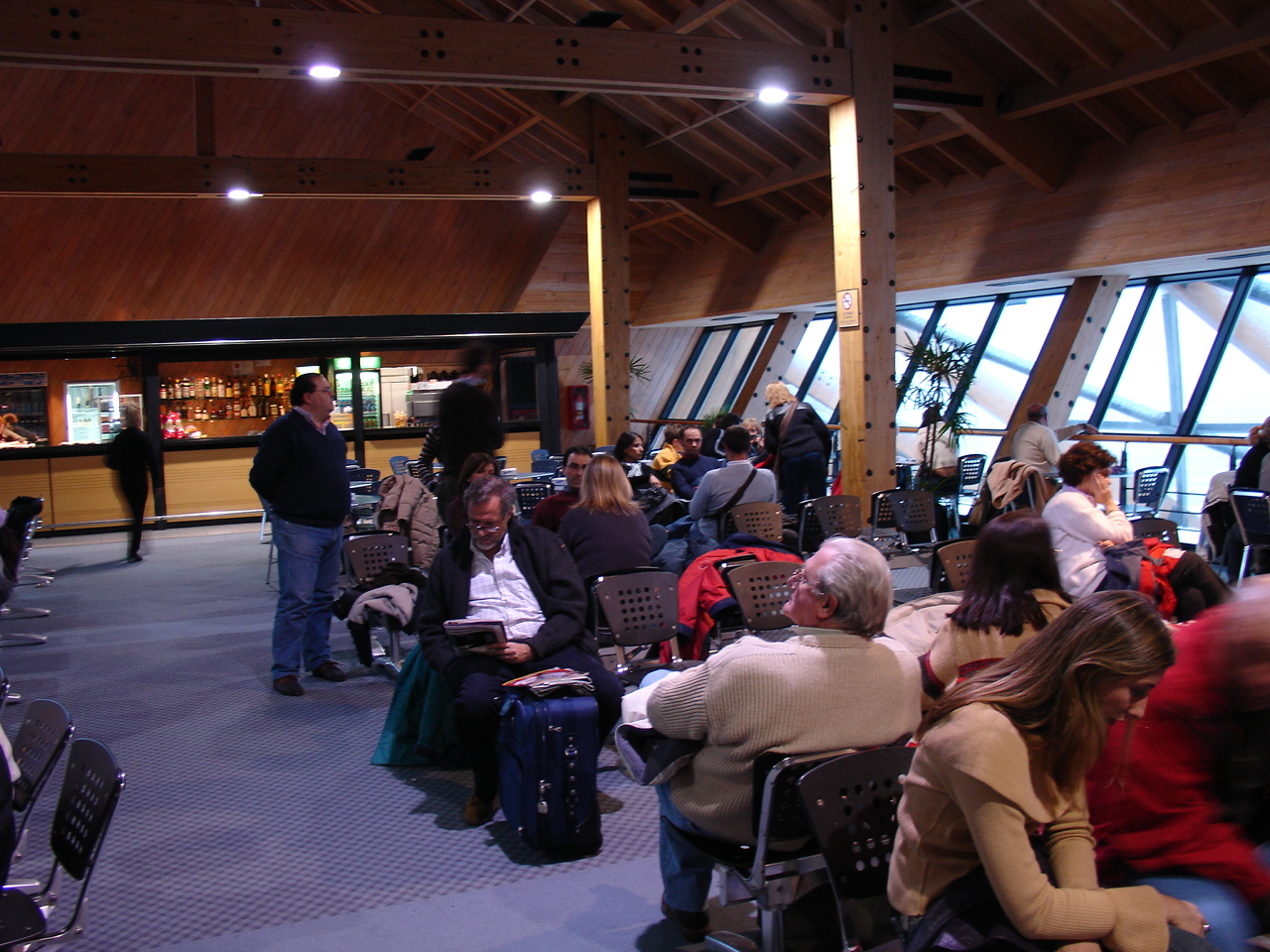
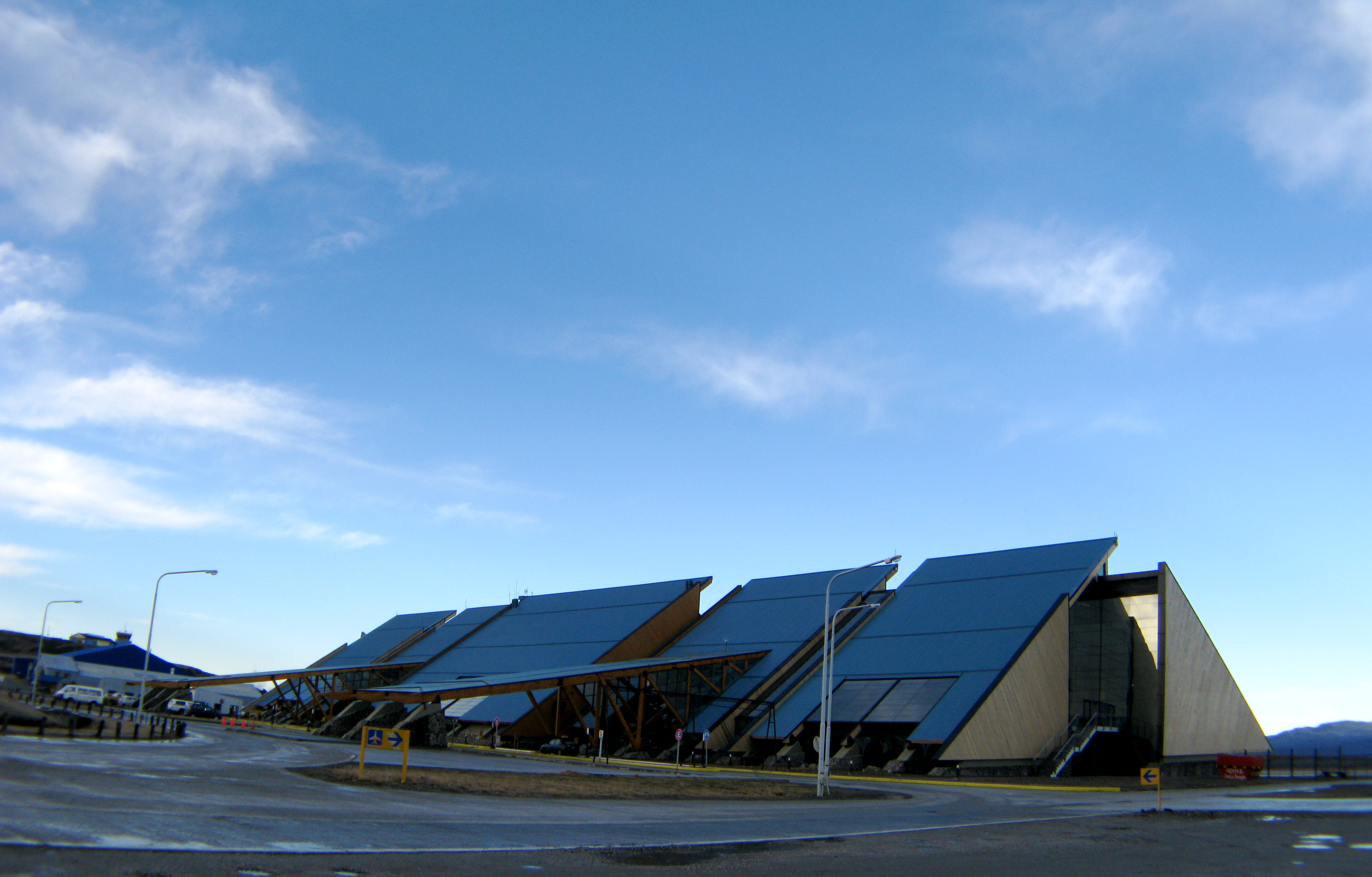
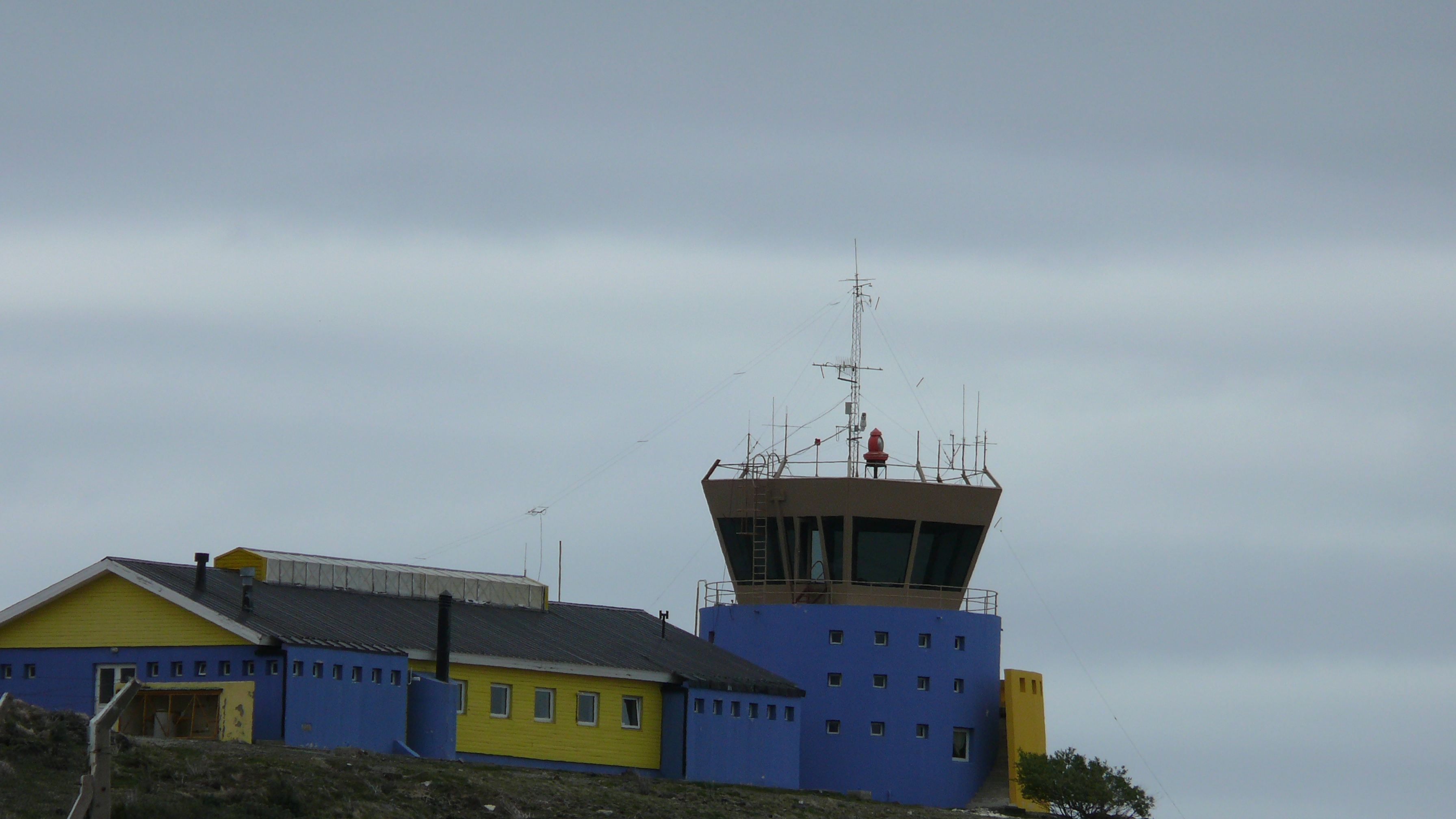

## Hãng hàng không và tuyến bay
| Hãng hàng không       | Các điểm đến |
| --------------------- | --- |
| Aerolíneas Argentinas | Buenos Aires-Aeroparque, Buenos Aires-Ezeiza, El Calafate, Rio Gallegos, Trelew                                 |
| Gol Linhas Aéreas     | Theo mùa: São Paulo-Guarulhos                                                                                   |
| LADE                  | Comodoro Rivadavia. El Calafate, Puerto Deseado, Puerto San Julián, Puerto Santa Cruz, Rio Gallegos, Rio Grande |
| LAN Airlines          | Theo mùa: Punta Arenas                                                                                          |
| LAN Argentina         | Buenos Aires-Aeroparque, El Calafate                                                                            |
| TAM Linhas Aéreas     | Theo mùa: São Paulo-Guarulhos                                                                                   |